# 梅罗内
梅罗内（義大利語：Merone），是意大利科莫省的一个市镇。总面积3平方公里，人口4164人，人口密度1388.0人/平方公里（2009年）。ISTAT代码为013147。

## 友好城市
- 法國诺亚雷